# Constitution Act 1986
Constitution Act 1986 var den nyzeeländska parlamentsakt från 1986, vilken från 1 januari 1987 klippte av de sista juridiska banden mellan Nya Zeeland och Storbritannien, bortsett från personalunionen med samma person som sitter på Storbritanniens tron även är Nya Zeelands monark (samväldesrike). 
Lagen innebar att 1852 års nyzeeländska konstitutionsakt avskaffades.

### Fotnoter
1. ↑  ”New Zealand Sovereignty: 1857, 1907, 1947, or 1987?” (på engelska). Nya Zeelands parlament. http://www.parliament.nz/en-nz/parl-support/research-papers/00PLLawRP07041/new-zealand-sovereignty-1857-1907-1947-or-1987. Läst 10 november 2015.